# Potentilla centigrana
Potentilla centigrana är en rosväxtart som beskrevs av Carl Maximowicz. Potentilla centigrana ingår i Fingerörtssläktet som ingår i familjen rosväxter. Utöver nominatformen finns också underarten P. c. centigrana.

## Bildgalleri

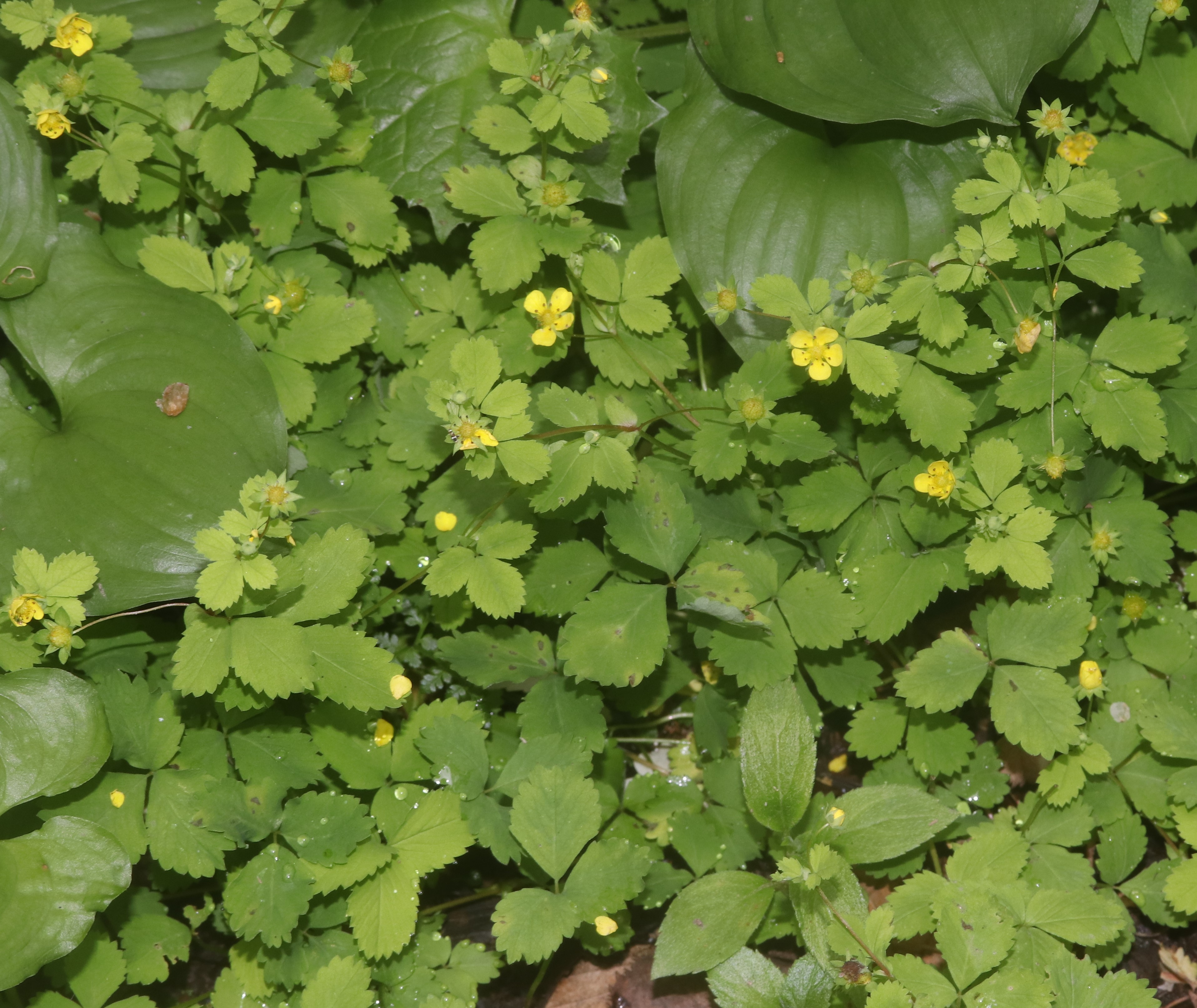